# Mendo III Nunes
Menendo Nunes Menendo anche in spagnolo, in galiziano e in catalano Mendo in portoghese (inizio XI secolo – 1050) è stato un militare spagnolo; era un conte galiziano nel Regno di León dell'XI secolo, che fu signore della Contea di Portucale.

## Origine
Menendo, come riporta Portugal no Período Vimaranense (868-1128), era figlio del Conte di Portucale Nuno Alvites e della moglie (come risulta dal documento CCIX del Portugaliae monumenta historica), Ilduara Menéndez, figlia di Mendo II Gonçalves e della moglie, Tutadona Moniz de Coimbra.

Nuno Alvites, come riporta Portugal no Período Vimaranense (868-1128), era figlio del Conte di Portucale Alvito Nunes e di Gontina, di cui non si conoscono gli ascendenti.

la penisola iberica alla morte di Nuno Alvites

## Biografia
Di Menendo Nunes si hanno poche informazioni.
Secondo il Portugal no Período Vimaranense (868-1128) suo padre, Nuno Alvites, morì nel 1028.

Dopo la morte del padre, la Contea di Portucale passò a Menendo, citato come governatore del Portogallo con il nome Menendus dux magnus, che la governò assieme alla madre, Ilduara Menéndez, come riporta Portugal no Período Vimaranense (868-1128).
In quanto nipote della Regina consorte di León Elvira Menéndez, moglie di Alfonso V di León (come conferma il documento n° LXXXVI, datato 1019, della Apéndice del Tomo II de la Historia de la Santa A. M. Iglesia de Santiago de Compostela), e poi cugino del nuovo Re di León, Bermudo III, Menendo, secondo Rodrigo Furtado, nel suo CUANDO PORTUGAL ERA REINO DE LEÓN: UNA REGIÓN EN EL NORDESTE PENINSULAR (SIGLOS IX-XI), frequentava spesso la corte del Regno di León.
Non si conosce la data esatta della morte di Menendo; secondo il Portugal no Período Vimaranense (868-1128) Menendo era ancora vivente nel 1050.

Dopo Menendo non viene più citato e come sostiene lo storico medievalista portoghese José Mattoso, nel suo A Nobreza Portucalense dos Seculos IX a XI, fu assassinato in quello stesso anno.

Gli succedette il figlio, Nuno, come riporta Portugal no Período Vimaranense (868-1128).

## Matrimonio e discendenza
Di Menendo non si conosce né il nome né gli ascendenti della moglie.

Menendo dalla moglie ebbe un figlio:
- Nuno, che fu conte di Portucale[12].

### Fonti primarie
- (LA)  Portugaliae monumenta historica.
- (LA)  (ES)  #ES Historia de la Santa A. M. Iglesia de Santiago de Compostela, Tomo II.

### Letteratura storiografica
- (ES)  #ES CUANDO PORTUGAL ERA REINO DE LEÓN: UNA REGIÓN EN EL NORDESTE PENINSULAR (SIGLOS IX-XI)
- (PT)  Portugal no Período Vimaranense (868-1128). Iª Parte
- (PT)  #ES A Nobreza Portucalense dos Seculos IX a XI
- (FR)  #ES ANONYME CHRONIQUE DE LUSITANIE